# Eskadra (lotnictwo)

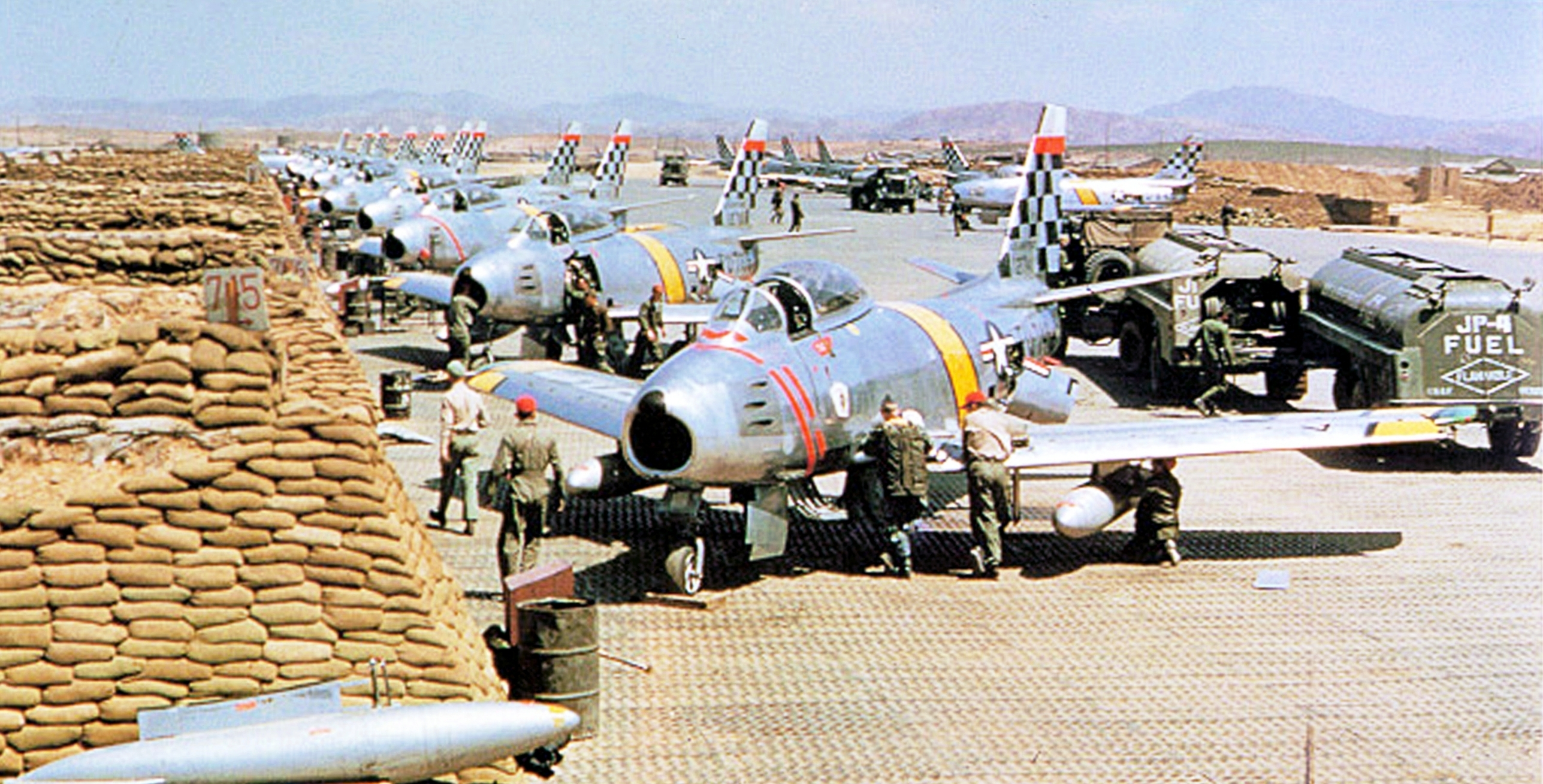
Eskadra F-86 w czasie wojny koreańskiej

Eskadra – jednostka organizacyjna lotnictwa wojskowego, składająca się z kilku lub kilkunastu, rzadziej kilkudziesięciu samolotów wojskowych. Eskadra może dzielić się na klucze, lecz jest z reguły najmniejszą samodzielną jednostką organizacyjną lotnictwa. Kilka eskadr może tworzyć dywizjon lub pułk lotniczy.

## Eskadra w polskich wojskach lotniczych
Eskadra lotnicza to podstawowy taktyczny pododdział lotniczy lub lotniczo-taktyczny. Samodzielna eskadra lotnicza stanowi jednostkę wojskową. W skład eskadry wchodzą klucze lotnicze
Polskie lotnictwo przyjęło nazwę eskadry dla podstawowej jednostki organizacyjnej od samego swojego powstania w listopadzie 1918 roku. Początkowo eskadra miała się składać etatowo z 6 samolotów, od jesieni 1919 z 10 samolotów, stany faktyczne jednak były niższe z powodu braków samolotów. W okresie międzywojennym, od 1921 do 1939 roku z eskadr mogły się składać pułki i dywizjony.
Decyzję o tym, że słowo squadron, czyli „eskadra”, będzie tłumaczone na polski jako „dywizjon” podjęto w październiku 1939 roku, kiedy rozpoczynała się odbudowa polskiego lotnictwa na Zachodzie. Przyczyny takiej decyzji to po części skutek prowizoryczności ówczesnych ustaleń, a po części – względy prestiżowe (chodziło o sprawienie wrażenia, że polskie jednostki mają większe znaczenie). Wobec różnych interpretacji angielskiego słowa squadron definicja eskadry w języku polskim może być niejednoznaczna. Popularność książki Arkadego Fiedlera Dywizjon 303 spopularyzowała tłumaczenie słowa squadron jako „dywizjon”, niemniej jednak poprawny ekwiwalent tego terminu w języku polskim to: eskadra.

Określenie squadronu mianem dywizjonu było nieporozumieniem. Ta niefortunna nazwa musi na zawsze pozostać w uwiecznionych w historii imionach polskich jednostek lotniczych w Wielkiej Brytanii, ale nie powinna być szerzej stosowana do jednostek RAF-u […].

Niejednoznaczność słowa w języku polskim ma też związek z tym, że w okresie PRL w polskim lotnictwie wojskowym obowiązywały struktury bardziej związane z wojskami lądowymi, wzorem lotnictwa ZSRR:
dywizja lotnicza → pułk lotnictwa → eskadra (eskadry były umownymi częściami pułku, oznaczano je tylko literowo, np. A, B, C).
Natomiast podczas działań RAF-u w czasie drugiej wojny światowej obowiązywała struktura: wing (skrzydło lotnicze) → squadron (eskadry/dywizjony, oznaczane niepowtarzalnym numerem, np. 308) → flight (klucz; squadron myśliwski miał początkowo 2 klucze po 6 samolotów, później 4 klucze po 3 samoloty, w korespondencji radiowej oznaczane jedynie kolorami).
W ostatnich latach w Polsce, w związku ze zmianą struktury organizacyjnej, powrócono do wyodrębniania eskadry jako podstawowej jednostki organizacyjnej i dotychczasowe pułki przemianowano na eskadry (np. 1. Pułk Lotnictwa Myśliwskiego „Warszawa” stał się 1. Eskadrą Lotnictwa Taktycznego).
Na podstawie obecnego funkcjonowania słowa squadron w lotnictwie wojskowym Stanów Zjednoczonych można przyjąć, że:
- eskadra jest najmniejszą samodzielną jednostką administracyjną struktury (tzn. można z niej wydzielić mniejsze jednostki pod kątem wykonywania szczególnych zadań, lecz ma wspólną strukturę dowodzenia, szkolenia, zaopatrzenia itp.),
- eskadrę da się wyróżnić w całości struktury organizacyjnej lotnictwa danej formacji przez jej niepowtarzalny numer i/lub nazwę (dla odmiany „kluczy «A»” lub „kluczy niebieskich” może być wiele),
- eskadra posiada swoją odrębną tożsamość (nazwa, godło, motto) i tradycję, często trwającą od wielu lat i powiązaną z poprzednimi formami istnienia jednostki (inne oznaczenie, inny zakres działań).

## Liczebność eskadry
Przykładowa liczba samolotów w eskadrach myśliwskich podczas II wojny światowej:
- Polska 1939  i (PSZ) – 10 samolotów (dwie eskadry tworzyły dywizjon)[5],
- Niemcy (niem. Staffel) – 9-12 samolotów,
- Francja (fr. Escadrille) – 12-20 samolotów (2 lub 3 eskadry tworzyły dywizjon – Groupe)[6],
- Włochy (wł. Squadriglia) – 9 samolotów (2 do 4 eskadr tworzyły dywizjon – Gruppo),
- Japonia (jap. Chutai) – 9 samolotów[7],
- Wielka Brytania (ang. Squadron) – 12 samolotów (+ 6 w rezerwie). Uwaga – nazwa ta tłumaczona jest w Polsce zwyczajowo jako dywizjon, a jako eskadrę przyjmuje się flight – 6 lub 4 samoloty[6],
- USA (ang. Squadron) – 25-40 samolotów[6]. Uwaga – nazwa ta jest tłumaczona w Polsce również jako dywizjon.

Współcześnie:
- Polska – eskadra lotnictwa taktycznego – 16 samolotów[potrzebny przypis],
- USA (Squadron) – od 4-5 samolotów (jednostki bardziej specjalistyczne, np. rozpoznania elektronicznego) do 10-24 samolotów (jednostki ogólnego przeznaczenia, np. myśliwskie)[potrzebny przypis].